# Ібрагім (пророк)
Ібрагім (араб. ابراهيم‎‎), (біблійний Авраам) — один з найбільших мусульманських пророків (расул, улу-л-азм). Проповідник єдинобожжя, спільний предок арабів і євреїв. Найпоширеніші прозвища Ібрагіма в ісламі — «халіл Аллах» (друг Аллаха), крім того, його називають «імам» (глава общини), «садик» (правдивий), «ханіф» (той, що сповідую єдинобожжя). В Корані є термін «міллат Ібрагім» (релігія Ібрагіма). З його іменем пов'язані священні тексти — «сухуф» (сувої) і «кітаб» (писання).

## Історія Ібрагіма вКорані
В Корані досить докладно викладена історія життя Ібрагіма. Ще маленьким хлопчиком він зрозумів, що ідолопоклонство немає жодного сенсу. Ідолів шанували його одноплемінники, зокрема батько Азар. Ібрагім шукав істинного бога в сонці, місяці, зорях, та згодом йому відкрилася віра в єдиного Аллаха. Ібрагім безуспішно намагався проповідувати свою віру батькові та своєму народові; потім, проникнувши до святилища, він пошкодив там кілька ідолів, а людям, що прийшли, оголосив, що це зробив головний ідол. Йому не повірили і привели до царя, який наказав його спалити. Аллах, однак, врятував свого пророка, — він переніс Ібрагіма, разом з Лутом, що повірив йому, до Палестини, там вони поселились у різних місцях. Одного разу Ібрагіма відвідали ангели, що прямували щоб покарати нечестивих жителів міста, в якому мешкав Лут. Вони передрекли Ібрагіму, що його дружина народить сина, незважаючи на їх похилий вік.

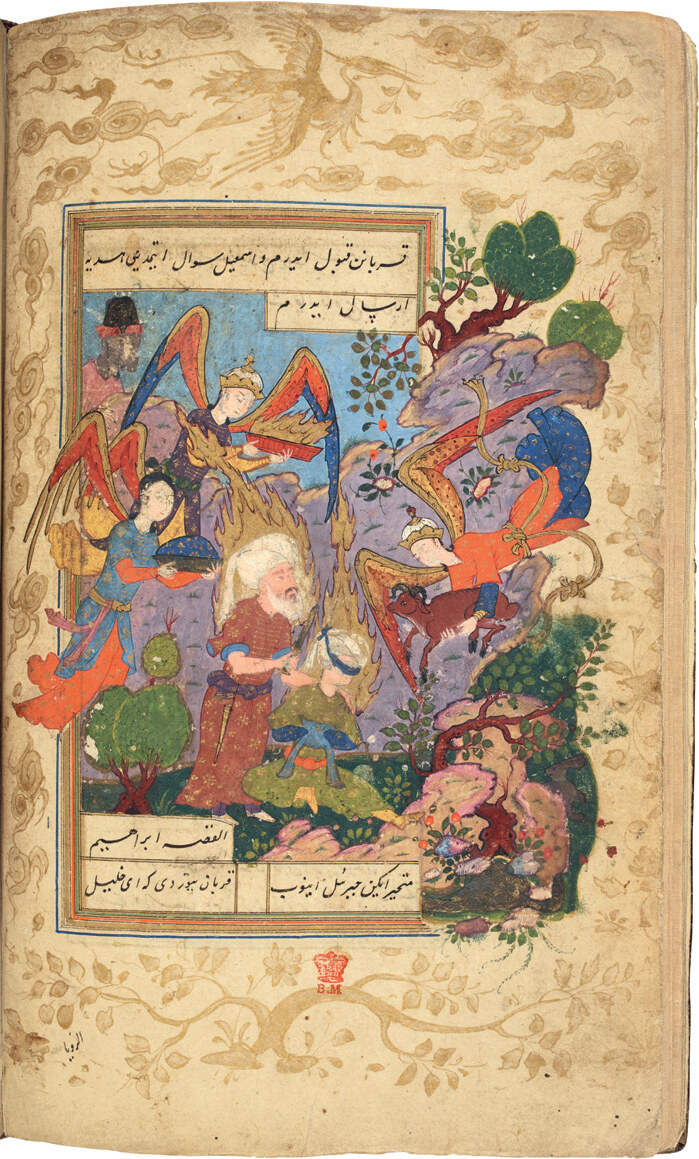
Османська мініатюра, на якій зображено, як Джабраїл стримує руку Ібрагіма, що готовий принести у жертву свого сина Ісмаїла

Ібрагім зі своїм сином Ісмаїлом відбудував Каабу в Мецці. Якось йому приснилося, що Аллах вимагає від нього принести у жертву сина. Сам Ібрагім зі своїм сином були готові до цього, та Аллах, випробувавши їх, скасував жертвопринесення. Ібрагім попросив у Аллаха доказів його здатності оживлювати. Йому було наказано розкласти рештки чотирьох птахів на чотирьох горах, на заклик вони злетілись до нього живими і неушкодженими. Аллах всіляко сприяв Ібрагімові та дарував йому нащадків, серед яких було декілька пророків.

В Корані міститься чимало текстів вкладених в уста Ібрагіма, що є досконалими художніми гімнами на честь Аллаха. Це його молитви, в яких він просить дарувати йому сина, заступається за грішників, серед яких жив Лут, просить благословення для своєї землі і свого народу. Після порятунку з вогню він просить Аллаха змилоститись у майбутньому над його невіруючим батьком, та отримує категоричну відмову. Таке ствердження про неминучість покарання для невіруючих предків було одним із важливих принципових елементів коранічної проповіді і часто погіршувало стосунки Мухаммеда навіть з доброзичливо налаштованими до нього людьми (див. Абу Таліб).

З позицій Корану Ібрагім посідає особливе місце в історії людства. Він був першим, хто навчав людей істинної релігії — єдинобожжя. За мусульманськими уявленнями він не був ні юдеєм, ні християнином, а був ханіфом і улюбленцем Аллаха. Саме його релігію у чистому вигляді покликаний був відродити на землі Мухаммед. Ханіфською релігією мусульмани називають і релігію Ібрагіма, та іслам Мухаммеда.

## Післякоранічні передання про Ібрагіма
Післякоранічні передання деталізували історію Корану у двох напрямках. З одного боку, черпаючи матеріал з юдейських та християнських передань та інших джерел, коментатори докладно розповідали про те, що Ібрагім і його батько жили в Іраку за царя Німруда. Попереджений про пророцтво Ібрагіма, Німруд наказав убивати немовлят в утробі матері, та Ібрагім уник загибелі. Його батько був не лише ідолопоклонником, але й виготовляв ідолів та змушував сина їх продавати. Ібрагім багато подорожував, зокрема побував у Єгипті, де фараон намагався відняти у нього його вродливу дружину Сару, та Аллах захистив його гідність. Існують розповіді про його життя в Палестині, відкриття ним джерел, боротьбу з місцевими мешканцями.

З іншого боку, широкого поширення набуло передання, що пов'язує Ібрагіма з Аравією. Основною ідеєю цього передання є те, що він був предком євреїв і арабів. Після того як Сара прогнала його невільницю Хаджар (Агар) з сином Ісмаїлом, Ібрагім привів їх до Мекки, де залишив самих у пустелі, та потім регулярно їх відвідував. Під час одного з таких відвідань він разом з Ісмаїлом відновили зруйновану потопом Каабу. На горах, що обмежували «заповітну територію» Мекки, були розкладені рештки птахів, за допомогою яких Аллах доводив Ібрагіму свою здатність воскрешати. Неподалік Мекки Ібрагім приносив у жертву свого сина, ім'я якого в Корані не згадується, а у переданні майже завжди це Ісмаїл, на противагу юдейському переданню, де фігурує Ісаак (араб. Ісхак).

Іменем Ібрагіма освячується не лише поклоніння Каабі, але й увесь ритуал хаджу, який є своєрідним відтворенням різних епізодів життя Ібрагіма і його родини — пошуки води Хаджар для немовляти Ісмаїла між пагорбами Сафа і Марва, знахідка джерела Замзам, відновлення Кааби, боротьба з Шайтаном і принесення у жертву ягняти замість сина у долині Міна і т. д. Особа Ібрагіма стала одним з головних засобів поєднання вселенського характеру нової релігії з її аравійським корінням.